# Ritual (rivista)
Ritual, a volte scritto anche :Ritual:, è stata una rivista musicale specializzata in numerosi generi di derivazione rock ed elettronica. La rivista, che programmaticamente trattava musica e tematiche di matrice "oscura", in copertina dichiarava i generi Dark, Goth, Industrial, Electronic, Romantic, Ambient, Esoteric, Trance.

## Storia di Ritual

### Da Psyco! alla nascita di Ritual
Nel 1996 fu fondata la rivista Psycho! edita dalla Magic Press Edizioni, che vedeva tra i fondatori Francesco "fuzz" Pascoletti, ex presentatore della trasmissione televisiva Terremoto in onda su Match Music e Gianni Della Cioppa, già collaboratore di riviste come Metal Shock, Flash e Tutti frutti. La rivista, tematicamente rivolta alla musica heavy metal, aveva un'impostazione molto aperta, con incursioni anche su altri generi della cultura underground come il gothic o il nu metal. In questo contesto, nacque con il tempo l'esigenza di proporre una nuova rivista, che potesse trattare anche tematiche più legate alle sottoculture dell'elettronica più oscura. Fu così che nel 2000 una parte della redazione di Psycho! intraprese una nuova rivista che venne pubblicata dalla PMA intermedia e distribuita dal SODIP di Milano, coinvolgendo nel progetto numerose entità già presenti nella scena goth ed elettronica italiana. Nel gennaio del 2000 nacque il bimestrale :Ritual:, il cui primo numero uscì nelle edicole ad un prezzo di 3.10 euro. La rivista, che era composta da 64 pagine, dedicava la sua prima copertina ai Bauhaus, proponendo all'interno articoli monografici ed interviste a Kirlian Camera, VNV Nation, Eva O., The Cult, Hocico, Goethes Erben, Gary Numan, Murder Corporation, Sephirot, Black Tape for a Blue Girl, MZ. 412, Adrenalin Junkies, Dive, Sanguis et Cinis, Cubanate, Engelsstaub e Wumpscut:. La redazione diretta da Francesco "fuzz fuzz" Pascoletti, era poi composta da Christian Dex,  Mircalla e Stefano Tocci (S*Tox) della fanzine goth "Ver Sacrum", da Sebastiano Rizza di "Alter Arts" e da Riccardo Chiaretti, Lorenzo Becciani, Federica D'armini, Claudia McDowell, Francesco Simoncelli, Gianfranco Santoro, Roberto Michieletto, Fabio Babini, Helena Velena.

### 2007-2012: Il passaggio alla Coniglio Editore
Nel 2007 :Ritual: cambia editore, passando alla Coniglio Editore, per varare anche una versione anglofona della rivista diretta al mercato europeo. In questi anni la scena Goth italiana fu caratterizzata da una maggior espansione e da nuove iniziative, tra le quali va menzionato il Moonlight festival curato da Pietro Balleggi dei Neon che fece un buon numero di presenze portando band come Clock DVA, Sex Gang Children e DAF. La rivista :Ritual: che ne fu partner per la comunicazione, inviò come ospiti alcuni suoi giornalisti per delle conferenze-dibattito, tra cui Stefano Morelli.
Negli anni successivi, la scena darkwave italiana vide però la diminuzione del proprio pubblico, riprendendo i circuiti underground che per anni la avevano caratterizzata e decretando la fine anche del principale magazine di riferimento.